# Troy Percival
Troy Percival, né le 9 août 1969 à Providence (Rhode Island), est un ancien joueur américain de baseball des Ligues majeures et actuel coach des UC Riverside. Ce stoppeur qui évolue chez les Rays de Tampa Bay entre 2008 et 2009, compte quatre sélections au match des étoiles (1996, 1998, 1999, 2001). Il remporte la Série mondiale 2002 avec les Angels d'Anaheim.
Avec 352 sauvetages en Ligues majeures à l'issue de la saison 2008, il est huitième du classement historique de cette catégorie statistique.

## Carrière
Troy Percival est drafté le 4 juin 1990 par les Angels de la Californie au 6e tour. Il débute en Ligues majeures le 26 avril 1995. Il devient stoppeur titulaire à partir de 1996 et atteint son record sur une saison en matière de sauvetages en 1998 avec 48.
Sa meilleure saison est celle du titre des Angels, en 2002 : 4 victoires pour 1 défaite, 40 sauvetages, 68 retraits sur des prises et une moyenne de points mérités de 1,92. Percival est l'un des éléments clés de l'effectif qui remporte la Série mondiale. En séries éliminatoires, il termine 9 matches pour 7 sauvetages.
Devenu agent libre après la saison 2004, il s'engage pour deux saisons avec les Tigers de Détroit le 15 novembre 2004. Sa saison 2005 est écourtée par une lourde blessure. Percival renonce même à jouer après des tentatives de retour à l'occasion de l'entraînement de printemps 2006.
Percival fait son retour en 2007. Il rejoint les Cardinals de Saint-Louis le 8 juin 2007, puis signe chez les Rays de Tampa Bay le 29 novembre 2007. Le contrat avec les Rays est valable pour deux saisons contre 8 millions de dollars, plus 4 millions de primes basées sur les performances statistiques.